# توموت
توموت (بالروسية: Томмот) هي إحدى مدن روسيا في الكيان الفدرالي الروسي ياقوتيا.
يبلغ عدد سكانها 8054 نسمة (حسب احصاء عام 2010).